# Hilara nigritarsis
Hilara nigritarsis är en tvåvingeart som beskrevs av Zetterstedt 1838. Hilara nigritarsis ingår i släktet Hilara och familjen dansflugor.
Artens utbredningsområde är Norge. Arten är reproducerande i Sverige. Inga underarter finns listade i Catalogue of Life.